# Vasasszentegyed
Vasasszentegyed, 1909-ig Szentegyed (románul: Sântejude) falu Romániában, Erdélyben, Kolozs megyében.

## Fekvése
A Mezőségen, Szamosújvártól 19 kilométerre délkeletre fekszik. Nyugaton Székkel határos. Tőle északnyugatra két, egymással összefüggő halastó található. Külterületének 35%-a szántó, 20%-a erdő, 19%-a legelő és 8%-a rét.

## Nevének eredete
Első ismert neve Vászoly volt, amely később a -telke v. -telek utótaggal bővült (1230/1349, Wesscel, 1315, Vasculteleke, 1331, Vazunteluk). A Vászoly a Bazil keresztnév régi magyar alakjából való (ld. Vászoly). A 14. század első felében Szent Egyed tiszteletére épített kőtemploma után nevezték el (először 1320/1324, Scenthegyud, majd 1496, Zentegied). Előtagját a helységnévrendezés idején, Vasasszentiván analógiájára állapították meg, és a névadók szándéka szerint a birtokos Wass családra utal.

## Története
Csomafáji János fiaitól 1331-ben Wass Miklós vásárolta meg, aki nagy ménest alapított benne. Legnagyobb birtokosa ettől kezdve egészen a 20. századig a Wass család volt. A 17. század pusztításaiig magyarok lakták; református gyülekezete 1660-tól leányegyház (ma Szépkenyerűszentmárton szórványa). 1786-ban 95 jobbágy és 30 zsellér családfője közül 82 jobbágy és 16 zsellér a Wass család tagjainak szolgált. Doboka vármegyéhez, 1876-tól az akkor létrehozott Szolnok-Doboka vármegyéhez tartozott. A Cegei-tónak határába eső ágait az 1860-as években csapolták le. Határának 1895-ben 43%-a volt szántó, 17%-a kaszáló, 16%-a legelő, és 14%-a erdő.
Közigazgatásilag 1954-ben különválasztották tőle a Cege–Szamosújvár műút szélén fekvő Vasasszentegyedivölgy (Sântejude-Vale) házcsoportot, ahol 1990 után főként szamosújváriak vásároltak és építettek hétvégi házakat. (2002-ben 105, román nemzetiségű lakosa volt.)
1910-ben 998 lakosából 847 volt román és 122 magyar anyanyelvű; 890 görögkatolikus, 90 református és 13 zsidó vallású.
2002-ben 215 lakosából 167 volt román, 30 cigány és 18 magyar nemzetiségű; 192 ortodox és 16 református vallású. A 60 éven felüliek aránya 46%.

## Látnivalók
- Ortodox (korábban görögkatolikus) fatemploma 1701-ben vagy 1703-ban épült. 1858-ban újították, 1890-ben tornácot és karzatot építettek hozzá.
- A 19. század végén lebontották a düledező, a 14. század első felében épült református templomot. Liliomos díszítésű pántokkal vasalt fa kapuszárnyára, amely a legkorábbi hasonló erdélyi emlék, Kelemen Lajos bukkant rá egy pajtában. 1543-ban készült, reneszánsz festett famennyezetének darabjait Entz Géza bontotta ki egy árnyékszék épületéből. Ezek ma a kolozsvári Történeti Múzeum állandó kiállításán láthatók. Mai református temploma a régi helyén a 20. század elején épült.
- Iskolája Temesváry Gerő egykori kúriájában működik.

## Képek

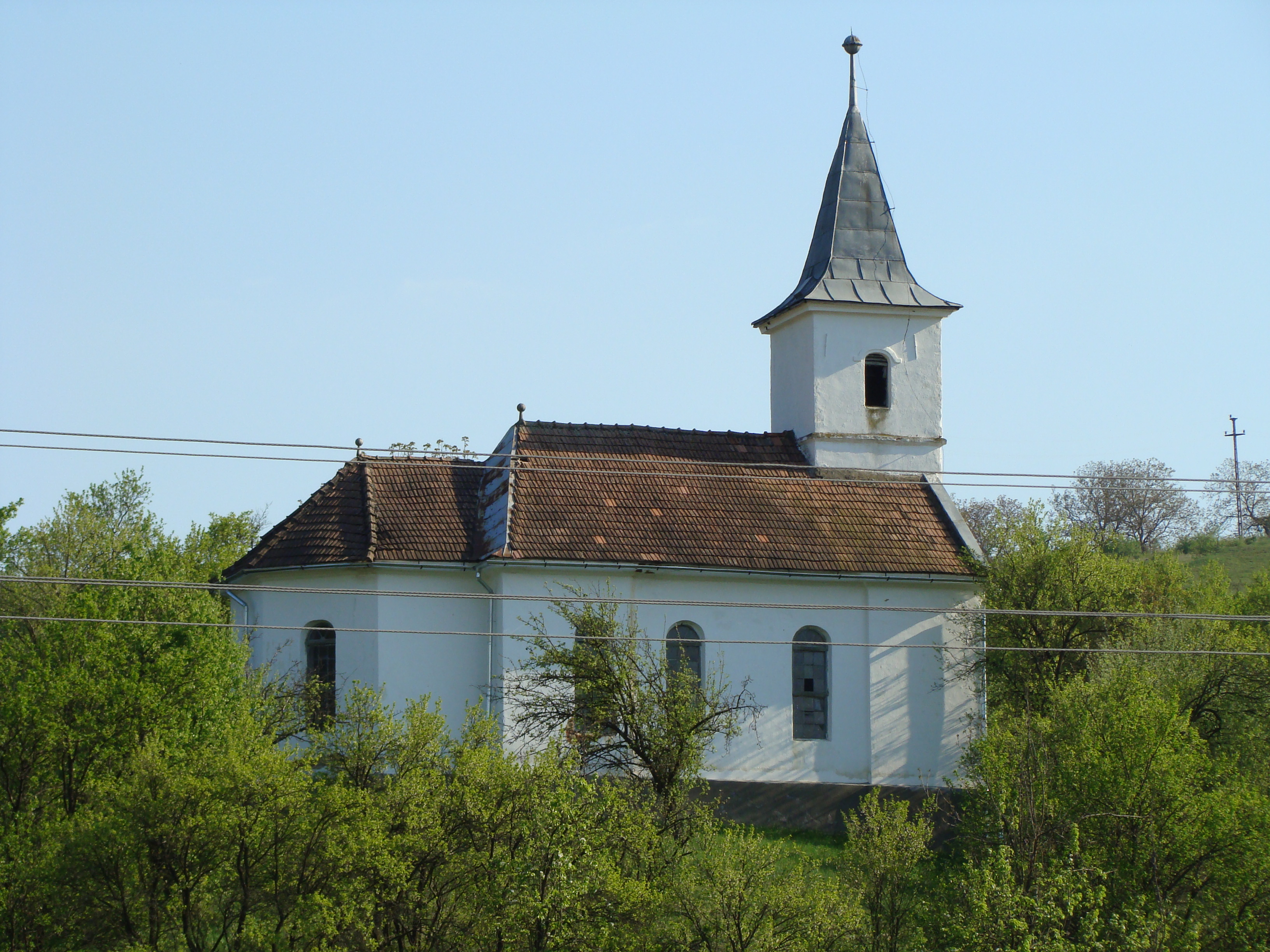
A jelenlegi református templom
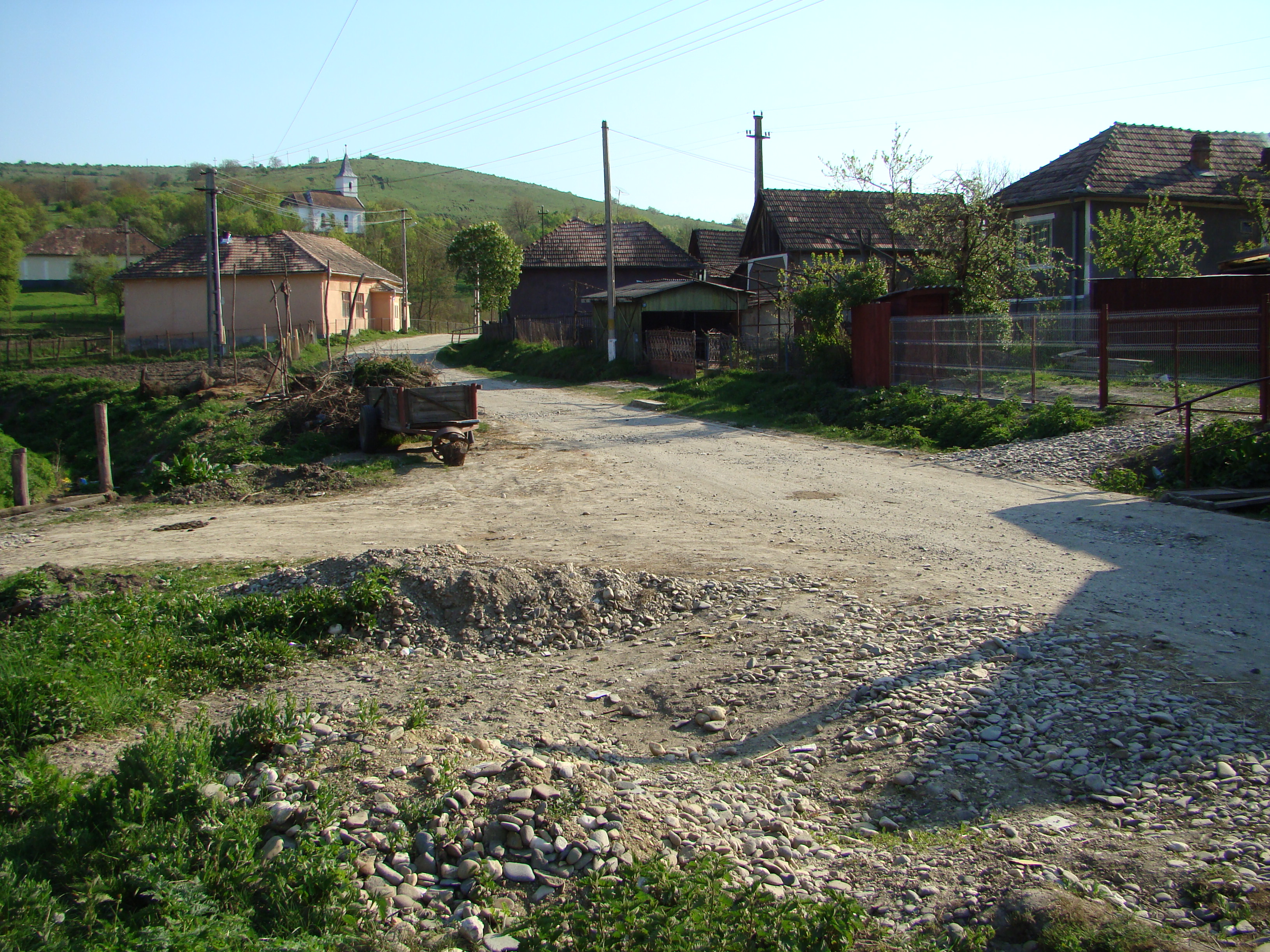